# Фрауенау
Фрауенау (њем. Frauenau) општина је у њемачкој савезној држави Баварска. Једно је од 24 општинска средишта округа Реген. Према процјени из 2010. у општини је живјело 2.810 становника. Посједује регионалну шифру (AGS) 9276121.

## Географски и демографски подаци
Фрауенау се налази у савезној држави Баварска у округу Реген. Општина се налази на надморској висини од 616 метара. Површина општине износи 60,1 km². У самом мјесту је, према процјени из 2010. године, живјело 2.810 становника. Просјечна густина становништва износи 47 становника/km².

## Међународна сарадња
| Мјесто   | Држава    | Врста сарадње | Од    |
| -------- | --------- | ------------- | ----- |
| Лердам   | Холандија | контакт       | 2000. |
| Нови Бор | Чешка     | контакт       | 2000. |
| Извор    |           |               |       |